# Chełm Dolny
Chełm Dolny (niem. Wartenberg) – wieś w Polsce położona w województwie zachodniopomorskim, w powiecie gryfińskim, w gminie Trzcińsko-Zdrój.

W latach 1975–1998 miejscowość administracyjnie należała do województwa szczecińskiego.

## Położenie
Zgodnie z podziałem fizycznogeograficznym Polski według Kondrackiego teren, na którym położony jest Chełm Dolny należy do prowincji Niziny Środkowoeuropejskiej, podprowincji Pojezierza Południowobałtyckiego, makroregionu Pojezierze Południowopomorskie oraz w końcowej klasyfikacji do mezoregionu Równina Gorzowska.
Miejscowość położona jest 10 km na południe od Trzcińska-Zdroju.

## Środowisko naturalne
W pobliżu miejscowości znajdują się dwa niewielkie jeziora polodowcowe - Chełm Dolny oraz dalej na południe Chełm Dolny Południowy.

## Demografia
Ludność w ostatnich 3 stuleciach, do 1864 roku wieś łącznie 2 majątki, po 1864 tylko Chełm Dolny (Königlish Wartenberg):

## Historia
- 2 połowa XIII w. – prawdopodobnie w tym okresie założono wieś; stanowiła pierwotnie własność książęcą. Według niemieckiego historyka Paula Niessena planowano założyć tu miasto, na co wskazywałby duża wielkość wsi oraz brak lenn rycerskich.
- 1337 – wzmianka w księdze ziemskiej margrabiego brandenburskiego Ludwika Starszego pod nazwą Wardenbergh, w ziemi mieszkowickiej: Wardenbergh habet C et IIII mansos, Ecclesia I, pactus X solidos, quondam dedit precariam, nunc tenet Hasso de wedel[6] – wieś liczy 104 łany, w tym kościół posiada 1 łan, pakt wynosi 10 szylingów, dawniej płacona beda, teraz pobiera ją Hasso de Wedel. Z tytułu użytkowania Puszczy Smolnickiej wieś dawała 4 wisple owsa.
- 1401 - wzmiankowany jest Georg von Ellingen z Wartenberg (Chełma)[7]
- 1444, 1492 - wzmianki o rodach von Plötz i von Werben z częściowymi udziałami (stosownie 1/2 oraz 1/4) nadanymi jako lenno w Chełmie; rodzina von Werben przestała być właścicielem Chełma po 1611 r., najpóźniej w okresie wojny trzydziestoletniej[7]
- 16.03.1479 – elektor Albrecht nadaje joannitom ze Swobnicy Przydarłów i 1/4 wsi Wartenberg[8]
- 15.02.1498 – komtur joannitów ze Swobnicy, Georg von Schlagendorff nadaje w lenno Franciszkowi Werbenowi 1/4 wsi Wartenberg[8]
- 7.03.1499 – elektor Joachim nadaje w lenno braciom Jerzemu i Hansowi Plötzom 1/4, a ich kuzynowi Bertramowi 3/4 wsi Wartenberg (a więc cała wieś w posiadaniu Plötzów)[8]
- 1608 – wzmianka o folwarku Werbenowów
- 1611 - 1/4 wsi posiada Leonhard von Stör, który nabył ją od elektora po wymarciu Werbenowów[8]
- 1643 – 1/4 wsi przechodzi od von Störa na rodzinę Gränse; następnie powraca do domeny elektorskiej w Dębnie[8]
- 1685 - we wsi znajduje się elektorski dom myśliwski[8]
- 1718/19 - w spisie podano: Hans Bertram von Plötz posiada 3/4 udziałów, zaś królewska domena Dębno 1/4 udziałów. Podano jeszcze 3 kmieci z 1 łanem (Wendt, Dümmer i Pietack) oraz młynarza z 1 łanem. Stan miejscowości i położenie bardzo złe[9][10]
- Przed 1800 – majątek ziemski przechodzi z rodu von Brisen do porucznika von Waldow[7]
- 1801 - we wsi jest 10 zagrodników, 10 komorników, 1 rybak, kuźnia, młyn wiatrowy, 1 leśniczy z 14 tys. mórg lasu oraz folwark z areałem 879 mórg; wieś zamieszkuje 150 mieszkańców, folwark 53[4].
- Połowa XIX w. – majątek w posiadaniu Gustava Richtera, liczy (łącznie z folwarkiem Johannishof) 7027 mórg ziemi
- 1864 – wieś zostaje podzielona na dwie części: Hohen-Wartenberg (obecnie Chełm Górny) z folwarkiem Johanneshof i cegielnią oraz Königlische Wartenberg (obecnie Chełm Dolny) z folwarkiem i młynem wodnym
- 1883 - majątek Wartenberg liczący 2700 mórg nabywa za dotację od cesarza generał Hermann von Tresckow (ur. 1.05.1818 Brwice, zm. 20.04.1900 Chełm Dolny), adiutant Wilhelma I. Wybudował on modernistyczny dworek, założył park dworski oraz postawił rodzinną kaplicę pogrzebową.
- 1900 - po swoim wuju Hermanie majątek przejmuje jego imiennik - Hermann von Tresckow (ur. 11.05.1849 Pobądz - zm. 4.03.1933 Chełm Dolny[11]), generał kawalerii.
- 1930 - Jürgen von Treskow (ur. 16.04.1886 Poczdam - zm. 18.01.1945 Frankfurt nad Odrą[12]) przejmuje majątek liczący 658 ha ziemi; we wsi jest 5 dużych gospodarstw rolnych. W zachodniej części wsi znajdował się dwór oraz rozległy park wokół jeziora Vorderer. Po wschodniej stronie majątku, przy drodze w kierunku południowym usytuowana była niewielka, zwarta kolonia mieszkalna pracowników folwarcznych. Po północnej stronie zespołu folwarcznego zlokalizowany był duży ogród, związany z majątkiem. Na obrzeżach usytuowane były - po obu stronach drogi - zagrody chłopskie, 5 budynkowe, o niewielkiej skali działek siedliskowych.
- 1939 - we wsi łącznie z Babinem i Steinfeld było 181 mieszkańców. Do wiejskiej gminy należało 172,2 ha, do majątku 541,8 ha ziemi[9].
- 28.01.1945 – wieś zajęły wojska Armii Czerwonej. Od kul żołnierzy radzieckich ginie właścicielka majątku wraz z synem Rudigerem, a pałac zostaje spalony[9].
- 25.06.1945 - ostateczne wypędzenie ludności niemieckiej ze wsi[9]

| Majątek 1 (później Chełm Górny)                               | Majątek 2 (Chełm Dolny) |
| ------------------------------------------------------------- | --- |
| Hasso von Wedel 1337                                          | |
| Georg von Ellingen 1401                                       | |
| von Plötz, przed? 1444 - 1779, 1/2 majątku, [1718, 1775: 3/4] | 1/4 majątku: zakon joannitów 1479 – 1498 Werben, przed? 1492 - przed 1611 Leonhard von Stör, 1611 – 1643 Gränse, 1643 – przed 1685 |
| von Briesen, 1779 - przed 1800, 3/4 majątku                   | domena Dębno, przed 1685 - ?, 1/4 majątku (folwark)                                                                                |
| von Waldow, przed 1800 - 1883, 3/4 majątku                    | |
|                                                               | Gustav Richter, ok. 1850 |
|                                                               | von Tresckow, 1883 - 1945 |

## Nazwa
Wardenbergh 1337; Wardenbergh 1401; Warttenberg 1515; Wartenberg 1833, 1945; Chełm Dolny 1947.
Dawna nazwa niemiecka Wartenberg została przeniesiona z nazwy wsi Wartenberg koło Berlina i oznaczała tyle co 'strażnicza góra', 'strażniczy gród'.

## Administracja
Wieś jest sołectwem. 

## Architektura i układ urbanistyczny
Wieś zachowała historyczny układ ruralistyczny, tj. założenie ulicowe, podział wsi na część folwarczną i chłopską, rozległe założenia pofolwarczne, kościół, a także układ sieci drożnej. Zespół pofolwarczny stanowi dominujący element kompozycji przestrzennej, zaś centralnie usytuowany kościół stanowi dominantę architektoniczną oraz element zabudowy o wartościach zabytkowych.
Podwórze folwarczne uległo częściowemu zatarciu. Dwór został zniszczony w 1945 r. Historyczna zabudowa podwórza folwarcznego to: 5 budynków inwentarsko-stodolnych, murowanych z kamienia, z końca XIX wieku oraz murowana, XIX wieczna kuźnia znajdująca się w zachodniej części założenia folwarcznego. Park dworski o charakterze krajobrazowym, o częściowo zatartym półkolistym układzie, zachował pierwotny drzewostan liściasty.
Zabudowa wiejska to obecnie kilka 2 i 5-budynkowych, mało i średniorolnych zagród oraz budynki murowane z przełomu XIX i XX wieku.
- Kościół filialny pod wezwaniem Najświętszego Serca Pana Jezusa - budowla gotycka, orientowana, prostokątna z wyodrębnionym prostokątnym chórem, murowana z kamienia polnego i cegły, otoczona kamiennym murem z neogotyckimi bramkami. Nakryty jest dachem dwuspadowym opartym o nowe szczyty z blendami. Kościół wzniesiony został w 2. połowie XIII w., wzmiankowany po raz pierwszy w 1337 r. w Księdze Ziemskiej margrabiego Ludwika Starszego. W 2. połowie XV w. z powodu zniszczeń wojennych wzniesiono od podstaw szczyt wschodni, z cegły ceramicznej. Po ponownych zniszczeniach w czasie wojny trzydziestoletniej świątynia została przebudowana w latach 1731-1737, kiedy to założono nowy strop belkowy, powiększono okna oraz postawiono kaplicę kolatorską przy północnej ścianie prezbiterium.

W 1908 r. właściciel majątku Hohen-Wartenberg (obecnie Chełm Górny) Bruno Goltdammer dokonano gruntownego remontu świątyni - usunięto resztki murów wieży (pierwotnie po stronie zachodniej, tej samej szerokości co nawa, zniszczonej w XVII w.) i do południowej elewacji prezbiterium dobudowano nową wieżę (dzwonnicę) z zakrystią, zwieńczoną czworobocznym hełmem. Wymurowano również wówczas nową kamienno-ceglaną fasadę z portalem i szczytem, rozebrano kaplicę kolatorską i zamurowano wejścia do wnętrza. Kolejne remonty przypadły na lata 60. i 90. XX w.
W zachodniej ścianie świątyni znajduje się portal trójuskokowy z ostrołukowym zamknięciem, zaś w południowej ścianie dwa portale z zamurowanymi wnętrzami.
Po 1534 r. kościół funkcjonował jako protestancki, od 1964-65 r. jako katolicki. Od 1945 rolę kościoła pełniła kaplica grobowa von Tresckow.
Wnętrze kościoła zorientowane jest na styl późnego baroku - ołtarz, ambona i stylowe organy; na wyposażeniu jest również gotycki kielich z 1558 r. oraz misa chrzcielna z XVII w. Wewnątrz świątyni uwagę przykuwa równoramienny krzyż grecki znajdujący się w południowo-wschodnim narożniku, w 17. warstwie kwadr granitowych licząc od gruntu; ornament ten stanowi rzadkość w świątyniach w tej części Europy. Na ścianach zachowały się fragmenty gotyckiej polichromii z końca XV w., przedstawiające sceny biblijne. W 1967 r. na ścianach zamontowano gipsowe stacje Drogi Krzyżowej przywiezione ze zrujnowanego kościoła z Warszawy. Na bocznej ścianie wisi tablica pamiątkowa ufundowana przez rodzinę von Treskow, z nazwiskami członków rodu pochowanych na miejscowym cmentarzu.
Kościół wpisany jest do rejestrów zabytków, nr 110 z dn. 30.07.1956 r.
Na terenie przykościelnym urządzone jest lapidarium z reliktami nagrobków z pobliskiego cmentarza ewangelickiego. Przed kościołem rośnie potężna daglezja oraz stoi pomnik poświęcony poległym w I wojnie mieszkańcom Wartenbergu (Chełma Dolnego).
- Kuźnia z XIX i XX wieku - wpisana do rejestru zabytków, nr 882 z dn. 16.06.1980 r.
- Park krajobrazowy - z XIX w., wpisany do rejestru zabytków, nr 934 z dn. 04.12.1980 r.
- Kaplica grobowa rodziny von Tresckow – wybudowana w XIX w., znajduje się obok kościoła. Budowla neogotycka z czerwonej cegły z dwuspadowym dachem. Nad portalem "ułożony" jest z cegły krzyż wpisany w koło. Na cmentarzu rodziny von Tresckow okalającym kaplicę grobową pierwszego Tresckowa, pochowano w 1944 r. generała Henninga von Tresckow (jednego ze spiskowców i bezpośredniego uczestnika zamachu na życie Hitlera w Wilczym Szańcu), brata ówczesnego właściciela majątku Jürgena; po miesiącu jego ciało zostało ekshumowane przez Gestapo i spalone w krematorium obozu koncentracyjnego w Sachsenchausen.

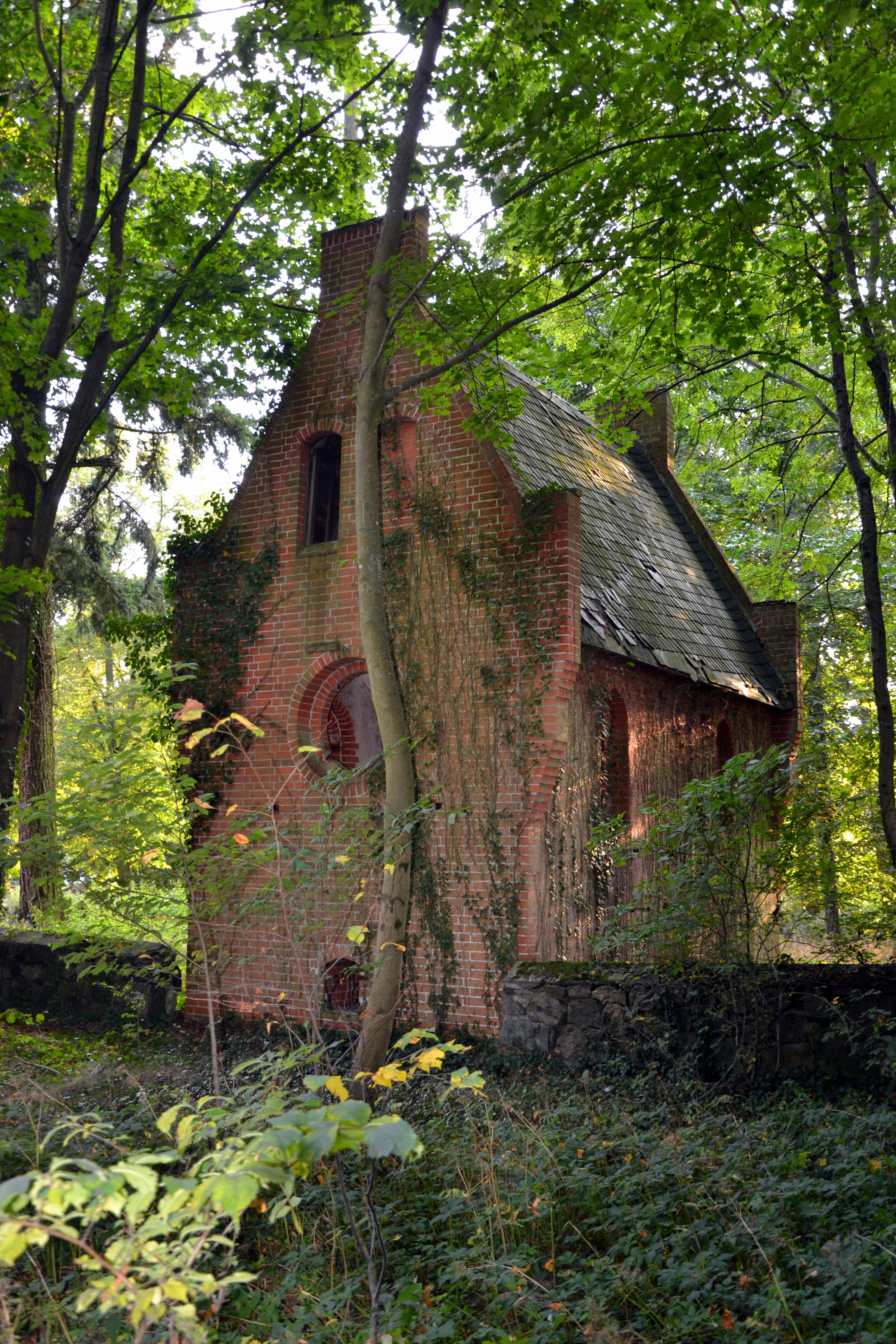
Kaplica przykościelna
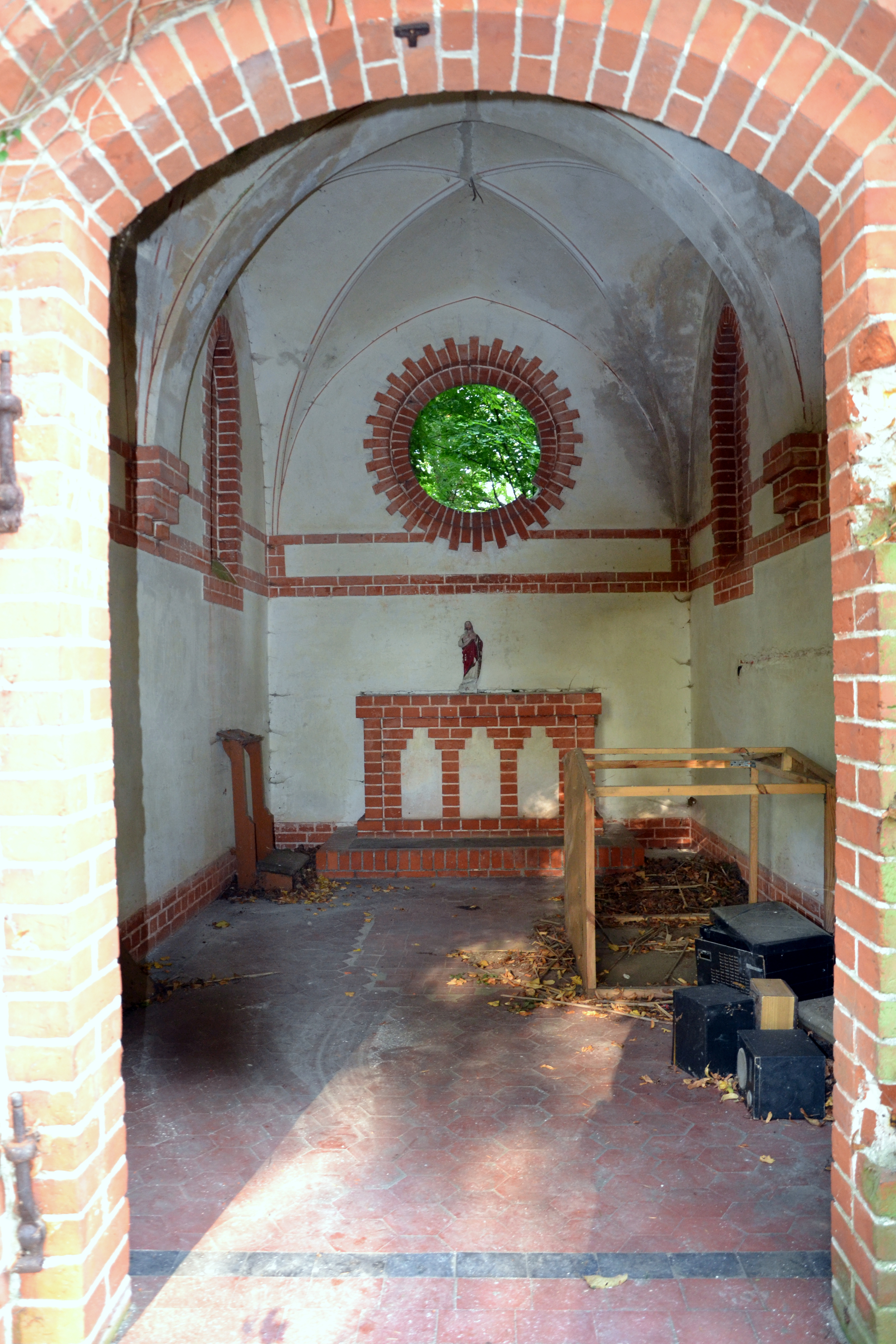
Zdewastowane wnętrze kaplicy
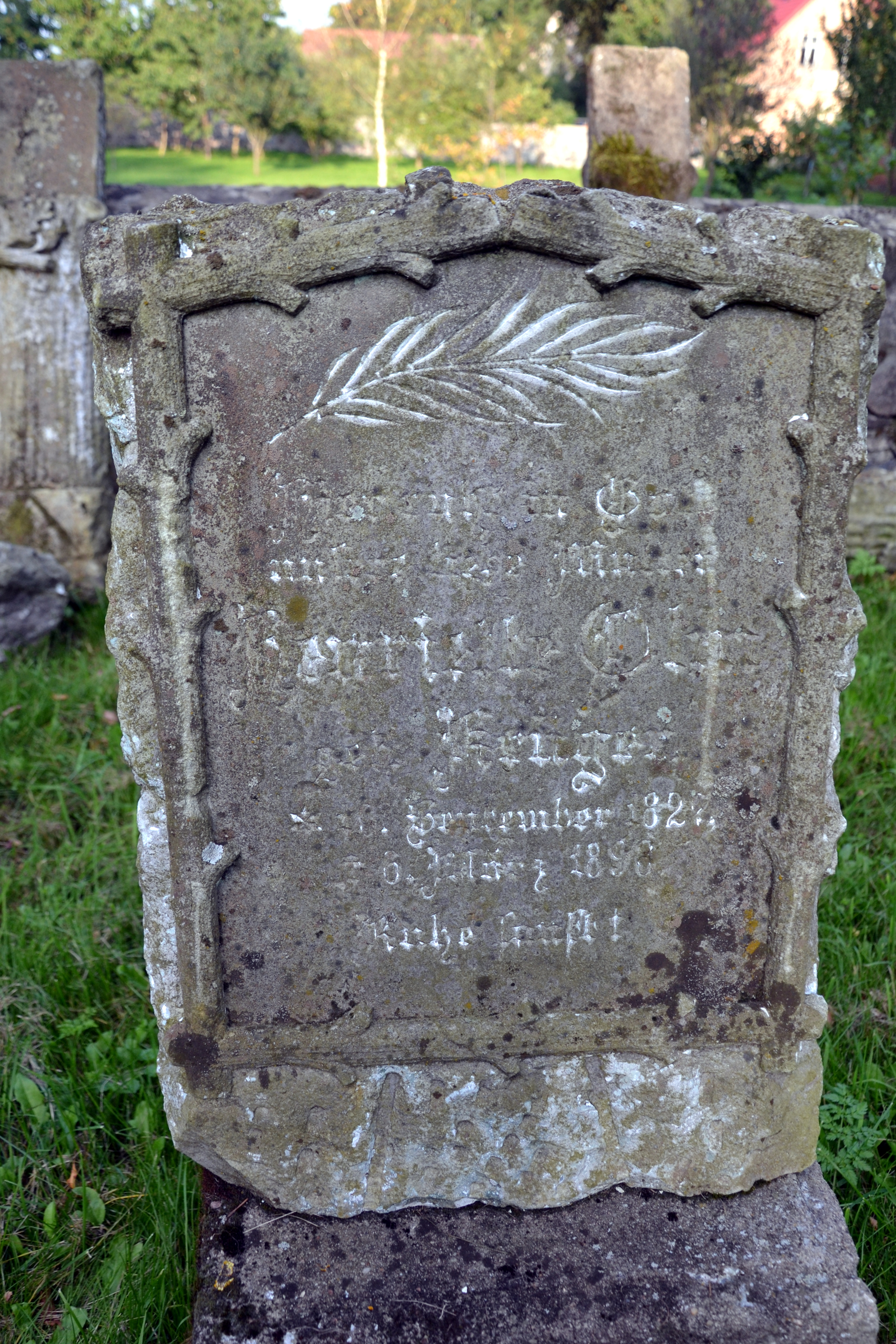
Pozostałości po cmentarzu niemieckim
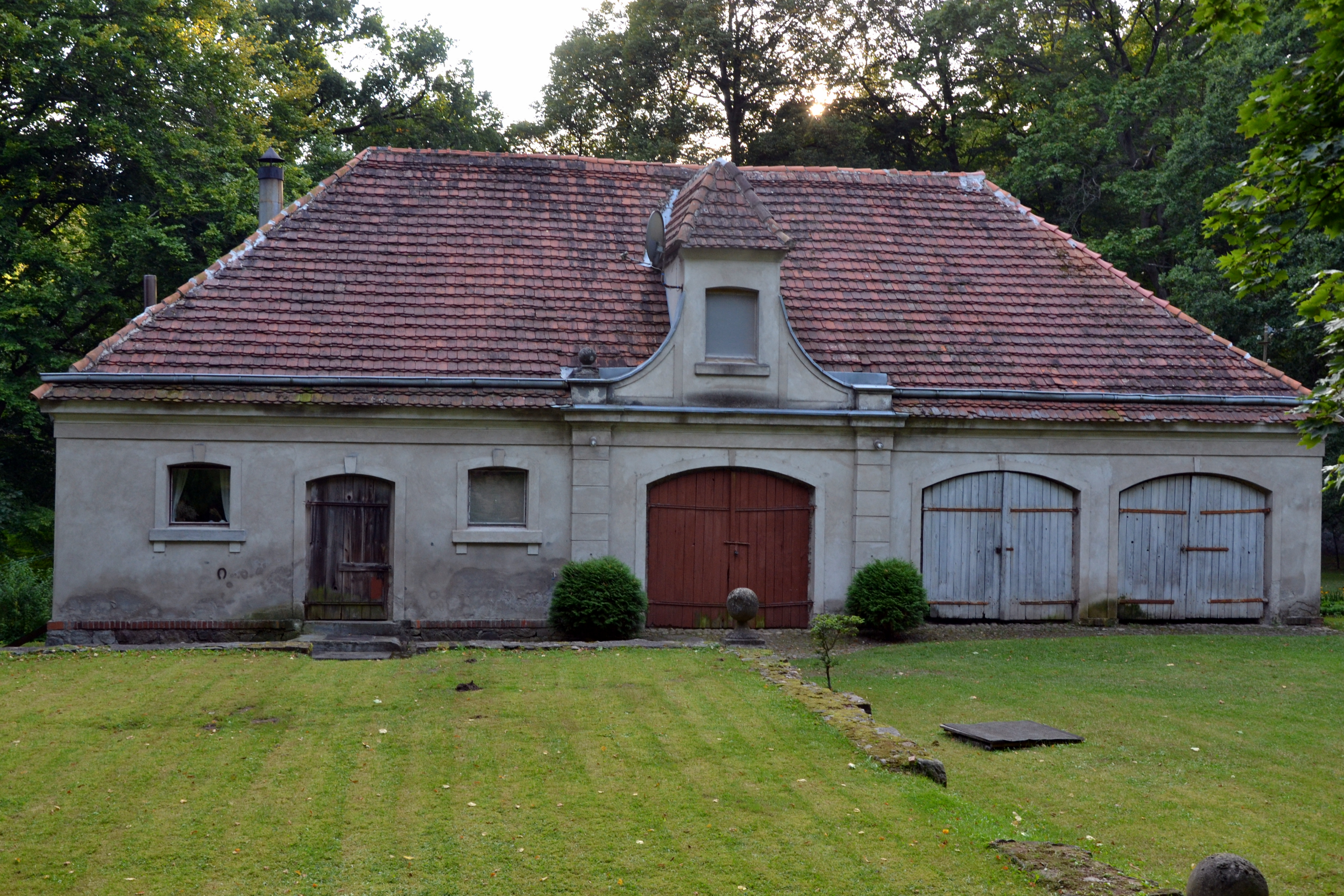
Odrestaurowana kuźnia z powozownią